# Myriam Hernández
Myriam Raquel Hernández Navarro ismertebb nevén Myriam Hernández (Santiago, Chile, 1967. május 2. −) egy chilei énekesnő, dalszövegírő és televíziós műsorvezető. Zenei pályafutását a romantikus balladák jellemzik, emiatt a sajtó ""La baladista de América" (Amerika balladistája) becenévvel illeti., A zenei stílusára jellemző hogy különböző stílusokat is kever.

## Élete
Zenei pályafutása 1988-ban kezdődött, amikor Myriam Hernández című első albuma megjelent. Az albumról az El hombre que yo amo (A férfi akit szeretek) című dal került kislemezre és 1989-ben a Billboard Hot Latin Tracks listájának a 10. helyéig jutott el, az albuma pedig a 4. helyet érte el a Billboard Latin Pop Songs listáján. Pályafutása során kilenc studiólemezt adott ki, két élőzenés lemezt, 5 válogatáslemezt adott ki. Olyan énekesekkel készített duettet mint Marco Antonio Solís, Cristian Castro mexikói énekesekkel és Gilberto Santa Rosa puerto ricó-i salsa és bolero énekessel.
Összesen 6 millió lemezt adott el, amellyel az egyik legjobb eladásokkal rendelkező chilei zenész. A "Peligroso amor" (Veszélyes szerelem) és a "Te pareces tanto a él" (Annyira hasonlítasz rá) című dalai a Hot Latin Tracks lista első helyéig jutottak el.
2011-ben Latin Grammy-díjra jelölték legjobb női énekes zenei albuma kategóriában, a Seducción című lemeze miatt. 2015-ben a floridai székhelyű Latin Lemezkiadó Akadémia érdemes díját nyerte el, ugyanebben az évben bekerült a Latin Zeneszerző Hírességek Csarnokába, amellyel az első chilei énekesnő lett, aki megkapta az elismerést.
A zene mellett televíziós műsorvezetést is szokott vállalni Chilében. A spanyol nyelvterületen népszerű, chilei Viña del Mar-i Nemzetközi Dalfesztiválnak kétszer volt műsorvezetője 2002-ben és 2006-ban és ötször lépett fel a fesztiválon meghívott előadóként.

## Lemezei

### Studiólemezek
- 1988: Myriam Hernández I
- 1990: Dos
- 1992: Myriam Hernández III
- 1994: Myriam Hernández IV
- 1998: Todo el amor
- 2000: + y Más
- 2004: Huellas
- 2007: Enamorándome
- 2011: Seducción
- 2022: Sinergia

### Koncertlemezek
- 2001: El Amor En Concierto
- 2005: Contigo En Concierto
- 2008: The Best of the Best (DVD only)

### Válogatáslemezek
- 1992: Todo Lo Mío
- 1996: Éxitos y Recuerdos
- 1997: Todo Lo Mío
- 1998: Simplemente Humana